# Aerochaco
Aerochaco é uma empresa de aviação Argentina, com sede na cidade de Resistência, Província do Chaco. Ela foi fundada pelo governo da Província de Chaco no ano 1960 e operado por duas décadas, com sucesso imprensidivel. 
Em 1980 uma má administração causou o declínio e a venda da companhia aérea privada 'ALFA', que a empresa definitivamente encerrada em 1990.
Sua reativação foi tentada em 1992, mas a iniciativa não vingou.
Finalmente, em 2008, o governo provincial lançou as operações aéreas, delegando à empresa privada Macair Jet sua gestão atual.

## Frota
- McDonnell Douglas MD-87
- Jetstream 32